# ムフセン・バスマ
ムフセン・バスマ(محسن بسمة、Muhsen Basma、1966年10月21日 - )は、シリアのサッカー審判員である。
2003年からFIFAの国際審判員に就任し、これまでにAFCアジアカップ2007、AFCチャンピオンズリーグ2008の準決勝、2006年および2010年のFIFAワールドカップ・アジア予選などで主審を務めてきた。
2010 FIFAワールドカップ・アジア予選では2009年6月6日に、ウズベキスタンのタシュケントのパフタコル競技場で開催された日本対ウズベキスタン戦で主審を務めた。
この試合では、試合序盤から不安定な判定が目立っていたが、終盤に長谷部誠がひじを上げ、相手選手と重なるように見えたプレーに対し、若干時間が経ってから長谷部に退場処分を下し、それに抗議した岡田武史監督も退席処分となった。
この試合の判定には日本サッカー協会から抗議文が提出され、日本のサッカー報道においても、サッカーダイジェストが10点満点で「4」をつけるなど、ジャッジングに対し日本のサッカー界から大きな批判があった。